# Iglesia de San Pedro de Alcántara (Córdoba)
La iglesia de San Pedro de Alcantara es un templo católico situado en la ciudad de Córdoba, España. Se encuentra en la plaza del cardenal Salazar de la Judería cordobesa, incluida en la denominación de Centro histórico de Córdoba, reconocido como Patrimonio de la Humanidad. Asimismo, también está protegida con la categoría de Bien de Interés Cultural.
Actualmente su propietario es el Obispado de Córdoba y es el Seminario Redemptoris Mater "San Juan de Ávila" perteneciente a los Seminarios Diocesanos del Camino Neocatecumenal.

## Historia
El convento y la iglesia fueron construidos gracias a Francisco Antonio de Bañuelos, maestre escuela de la fábrica de la Mezquita-Catedral de Córdoba, quien cedió los terrenos para las edificaciones religiosas. El 6 de julio de 1682 se construyó una pequeña capilla, quedando el espacio muy reducido, por lo que se solicitaron al Ayuntamiento construir una iglesia de mayor tamaño.
El proyecto fue adjudicado a Luis de Rojas, maestro de obras de Córdoba, mientras que la realización fue desarrollada por Baltasar de los Reyes. Las obras finalizaron el 7 de octubre de 1696, siendo inaugurada por el cardenal Salazar, nombre que toma actualmente la plaza donde se encuentra el templo católica.
La iglesia y el convento pertenecían a la orden de frailes de los franciscanos descalzos, quienes serían exclaustrados durante las desamortizaciones españolas ocurrida en 1835. El edificio fue posteriormente ocupado por las monjas de la Orden de San Francisco, desde 2012 pasó a ser el Seminario Diocesano Redemptoris Mater "San Juan de Ávila", perteneciente a los seminarios diocesanos del Camino Neocatecumenal.
Los trabajos de restauración llevados a cabo en 2013 hicieron que el edificio recuperara su blanco exterior original, así como algunas trazas de almagra, cambiando drásticamente la imagen que se tenía desde hacía décadas. Se restauraron la mayoría de dependencias, así como la imagen de San Pedro Alcántara de la fachada.

## Descripción
El templo consta de una sola nave y tiene planta de cruz griega. Presenta un estilo conocido como barroco de placas cordobés, desarrollado en la Córdoba del siglo XVIII y caracterizado por el empleo de elementos geométricos, especialmente en el exterior. La fachada presenta dos cuerpos rematados por un frontón triangular y estructurada en vertical en tres calles, destacando en la central la puerta principal con arco de medio punto y por encima, la imagen de San Pedro de Alcántara en una hornacina.
En los muros laterales se encuentran diferentes retablos. Las cubiertas corresponden a bóvedas de cañón, existiendo una cúpula sobre pechinas en el crucero. El retablo mayor fue realizado por Francisco Hurtado Izquierdo en 1695.
El 29 de abril de 2020, por iniciativa del Seminario Diocesiano, la Junta de Andalucía aprobó la colocación de una imagen de San Juan de Ávila, réplica de una obra del artista contemporáneo Jesús Arévalo, en una hornacina exterior que se encuentra vacía.